# Sichuan-Spitzmausmaulwurf
Der Sichuan-Spitzmausmaulwurf (Uropsilus soricipes) ist eine Säugetierart aus der Gattung der Spitzmausmaulwürfe (Uropsilus) innerhalb der Maulwürfe (Talpidae). Sie kommt endemisch in China vor und ist dort hauptsächlich in der Provinz Sichuan verbreitet. Die Tiere bewohnen Waldlandschaften in mittleren Höhenlagen. Die Lebensweise ist ansonsten weitgehend unerforscht. Äußerlich gleichen die Tiere eher Spitzmäuse, hervorgerufen durch ihren langen Körper, den langen Schwanz, die spitze Schnauze und die sichtbaren Ohren. Typisch für den Sichuan-Spitzmausmaulwurf ist die dunkle Fellfärbung und der Gebissaufbau, der weniger Zähne umfasst als bei anderen Vertretern der Gattung. Die Art wurde im Jahr 1871 wissenschaftlich eingeführt. Teilweise galten ihr alle anderen Angehörigen der Spitzmausmaulwürfe zugehörig. Ausgehend von genetischen Untersuchungen beschränkt sich der Sichuan-Spitzmausmaulwurf aber weitgehend auf die namensgebende Provinz. Der Bestand wird als nicht gefährdet eingestuft.

## Merkmale

### Habitus
Der Sichuan-Spitzmausmaulwurf erreicht eine Kopf-Rumpf-Länge von 6,6 bis 8,0 cm und eine Schwanzlänge von 5,0 bis 6,9 cm. Die Hinterfußlänge beträgt 1,4 bis 1,7 cm. Äußerlich gleichen die Tiere den anderen Angehörigen der Spitzmausmaulwürfe. Aufgrund der allgemeinen Körperform, der spitzen, langgestreckten Schnauze und des langen Schwanzes ergeben sich eher Ähnlichkeiten zu den Spitzmäusen als zu den anderen, zumeist grabenden Maulwürfen. Das Rückenfell ist beim Sichuan-Spitzmausmaulwurf relativ variabel. In der Regel zeigt sich der Rücken dunkelbraun gefärbt, der Bauch hingegen ist eisengrau. Die Außenseite der Füße und die Oberseite des Schwanzes entsprechen der Rückenfärbung. Den Schwanz bedecken Schuppenringe. Ebenso treten an der Nase Schuppen auf. Die Nasenlöcher sind röhrenförmig ausgezogen. Die Ohrmuscheln ragen aus dem Fell hervor, für sie wird eine Länge von 1,0 cm angegeben.

### Schädel- und Gebissmerkmale

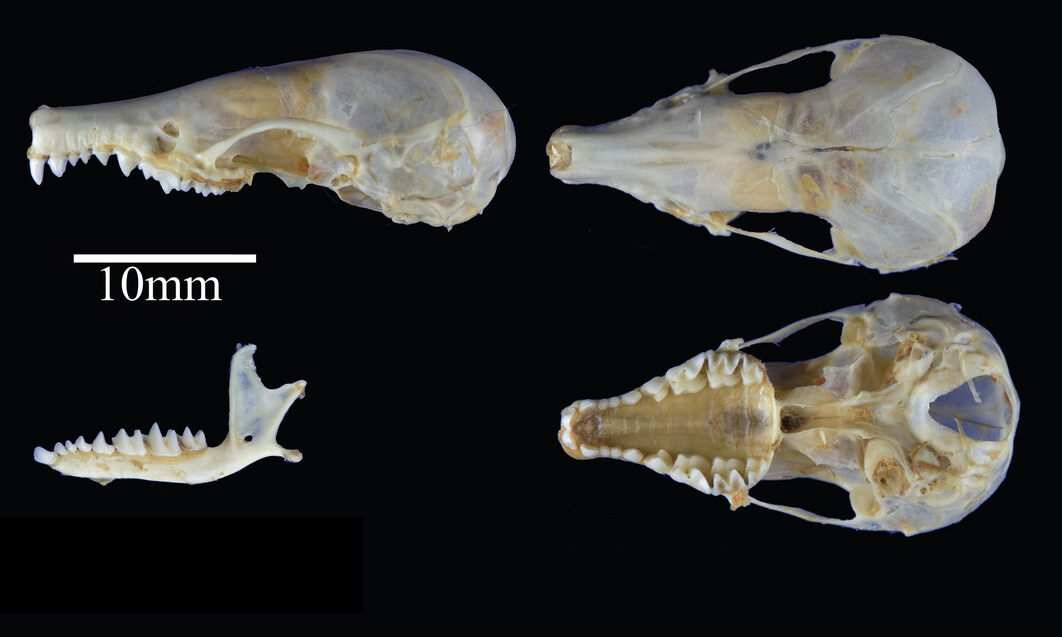
Schädel und Unterkiefer des Sichuan-Spitzmausmaulwurfs

Der Schädel besitzt eine Länge von 20,0 bis 21,5 mm, die Breite an den Warzenfortsätzen liegt bei 10.8 bis 11,9 mm und an den Jochbögen bei 10,9 bis 11,1 mm. An der Orbita schnürt der Schädel auf 5,2 bis 5,6 mm Breite ein, das Rostrum ist 9,9 bis 11,5 mm breit, der Gaumen 9,3 bis 10,5 mm lang. Insgesamt besitzt der Schädel einen gerundeten Hirnbereich. Die Jochbögen sind schlank und verlaufen leicht aufwärtsschwingend. Das Rostrum verengt sich nach vorn, ist aber an den Orbita leicht verschmälert. Das Gebiss besteht aus 34 Zähnen, sie ergeben folgende Zahnformel: {\displaystyle {\frac {2.1.3.3}{1.1.3.3}}}. Der arttypische Gerbissaufbau stellt das Hauptunterscheidungsmerkmal des Sichuan-Spitzmausmaulwurfs von den anderen Arten der Gattung dar, die zumeist zwischen 36 und 38 Zähne aufweisen. Der erste und zweite obere Schneidezahn sind nahezu gleich groß, der vordere verfügt aber über eine breite Schneidekante. Der Eckzahn und erste Prämolar erreichen nur ein Drittel der Größe der Schneidezähne, die nachfolgenden Vormahlzähne sind größer. Im Unterkiefer folgen auf dem großen Schneidezahn drei einspitzige Zähne, die nach hinten an Größe zunehmen. Sie entsprechen dem Eckzahn und den ersten beiden Prämolaren. Der letzte Vormahlzahn ist am größten. Alle Prämolaren stehen in engem Kontakt zueinander. Die Länge der oberen Zahnreihe beträgt 8,7 bis 9,8 mm.

### Genetische Merkmale
Der diploide Chromosomensatz lautet 2n = 36. Er setzt sich aus 2 meta- bis submetazentrischen, 8 subtelozentrischen und 7 acrozentrischen Autosomenpaaren zusammen. Das X-Chromosom ist metazentrisch, das Y-Chromosom klein und fleckenförmig. Die fundamentale Nummer, also die Anzahl der Arme der Autosomen, beträgt 54. Das vollständige Mitogenom des Sichuan-Spitzmausmaulwurfs umfasst 16.575 Basenpaare. Unter anderem besteht dabei der D-Loop-Bereich aus 1112, das Cytochrom b aus 1140 und der Abschnitt der Cytochrom-c-Reduktase 1 aus 1545 Basenpaaren.

## Verbreitung und Lebensraum

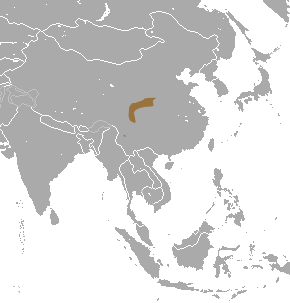
Verbreitungsgebiet des Sichuan-Spitzmausmaulwurfs

Der Sichuan-Spitzmausmaulwurf ist in Ostasien verbreitet und dort weitgehend auf die südchinesische Provinz Sichuan beschränkt. Bedeutende Nachweisgebiete finden sich unter anderem in den bezirksfreien Städten Ya’an und Leshan sowie Mianyang ebenso wie in den Autonomen Bezirken Liangshan und Ngawa. In Ya’an ist das Vorkommen der Art etwa am Jiajin Shan im Qionglai-Gebirge belegt, in Ngawa am Min Shan. Die ursprünglich auch für die nördlich an Sichuan angrenzenden Provinzen Gansu und Shaanxi angenommenen Bestände gehören wahrscheinlich einer anderen Art der Spitzmausmaulwürfe an. Die bevorzugten Habitate des Sichuan-Spitzmausmaulwurfs bestehen aus Wäldern in mittleren Gebirgslagen unterhalb von 2200 m über dem Meeresspiegel. Gebietsweise tritt die Art sympatrisch mit dem Chinesischen Spitzmausmaulwurf (Uropsilus gracilis) auf wie etwa in Wenchuan im Südosten oder in Jiuzhaigou im Nordosten von Ngawa. Letzterer nutzt allerdings durchschnittlich höher gelegenes Terrain, häufig oberhalb von 3000 Höhenmetern.

## Lebensweise
Über die Lebensweise des Sichuan-Spitzmausmaulwurfs liegen wie bei allen Arten der Spitzmausmaulwürfe kaum Informationen vor. Wie die anderen Vertreter der Gattung lebt er höchstwahrscheinlich bodenbewohnend.

## Systematik
Der Sichuan-Spitzmausmaulwurf wird als eigenständige Art innerhalb der Spitzmausmaulwürfe (Uropsilus) eingeordnet, zu der gegenwärtig etwa ein Dutzend Vertreter gehören. Möglicherweise ist die Anzahl aber gemäß genetischer Analysen aufgrund zahlreicher kryptischer Arten als gut doppelt so hoch anzusetzen. Die Gattung bildet einen Teil der Familie der Maulwürfe (Talpidae). Innerhalb dieser steht sie in der eigenen Unterfamilie der Uropsilinae als momentan einziges Mitglied. Die Uropsilinae sind als relativ urtümliche Maulwürfe aufzufassen. Sie charakterisieren sich über ein spitzmausartiges Erscheinungsbild mit langem Schwanz und sichtbaren Ohren. Ihre seitlich gepressten Krallen lassen eine grabende Lebensweise nur bedingt zu, so dass sich die Tiere weitgehend oberirdisch aufhalten. In ihrer stammesgeschichtlichen Vergangenheit war die Gruppe ursprünglich weit über Eurasien verbreitet, heute beschränkt sich ihr Vorkommen auf kleine, zumeist gebirgige Refugien im östlichen und südöstlichen Asien. Gattung und Unterfamilie sind insgesamt nur wenig erforscht. Das betrifft sowohl die Lebensweise als auch die Artenvielfalt sowie die systematische Untergliederung. Für letzteres wurden forschungsgeschichtlich wenigstens drei unterschiedliche Gattungen aufgestellt, deren Abtrennung voneinander auf der Zahnanzahl basiert (Uropsilus mit 34 sowie Nasillus und Rhynchonax mit je 38 Zähnen in unterschiedlicher Anordnung). Nach molekulargenetischen Untersuchungen trennten sich die Spitzmausmaulwürfelwürfe bereits im Mittleren Eozän vor rund 47 Millionen Jahren von den anderen Linien der Maulwürfe ab. Eine stärkere Aufspaltung der Gattung selbst begann aber erst im Übergang vom Miozän zum Pliozän vor etwa 6,8 Millionen Jahren. Genetisch bildet der Sichuan-Spitzmausmaulwurf einen Verwandtschaftskomplex mit Uropsilus funiushanensis und einigen bisher unbeschriebenen Formen. Diesem steht wiederum eine Klade gegenüber, die sich aus der Gemeinschaft um den Chinesischen Spitzmausmaulwurf (Uropsilus gracilis) einschließlich dem Schwarzrücken-Spitzmausmaulwurf (Uropsilus atronates), Uropsilus huanggangensis sowie Uropsilus fansipanensis zusammensetzt.
Es sind keine Unterarten des Sichuan-Spitzmausmaulwurfs bekannt. Genetische Studien zeigen aber, dass sich die Population in der südchinesischen Provinz Sichuan auf wenigstens zwei Kladen verteilt. Die eine umfasst eine eher nördliche Gruppe von Ngawa im Norden bis nach Ya’an im zentralen Bereich der Provinz, die andere besteht aus Tieren aus dem südlichen Bezirk Liangshan. Die Trennung der beiden Gruppen fand im ausgehenden Altpleistozän vor gut 1 Million Jahren statt. Verursacht wurde sie wohl durch die Auffaltung des Hochgebirgsgürtels um das Hochland von Tibet, ein Prozess, der sich vor allem im Pliozän und Pleistozän intensivierte.

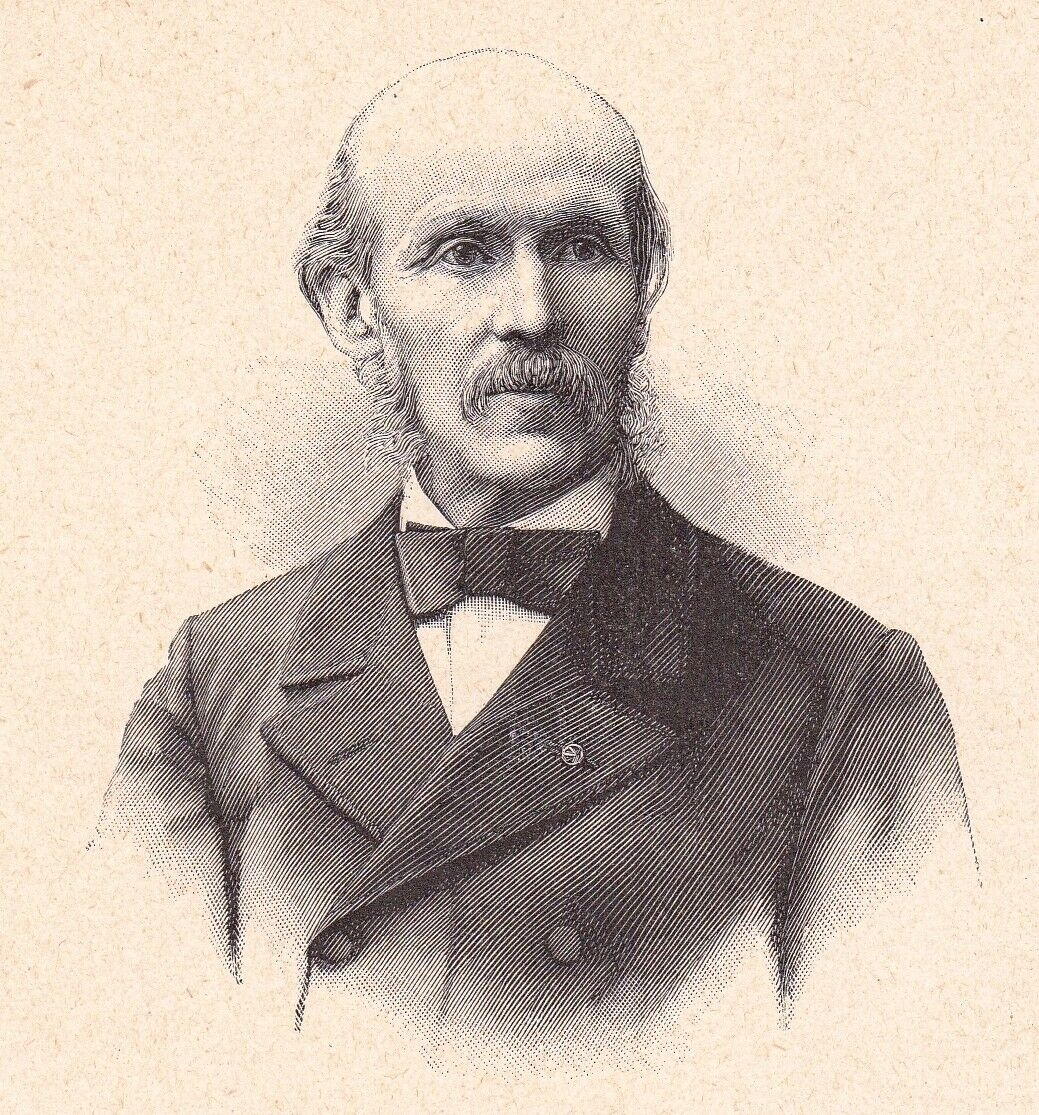
Alphonse Milne-Edwards

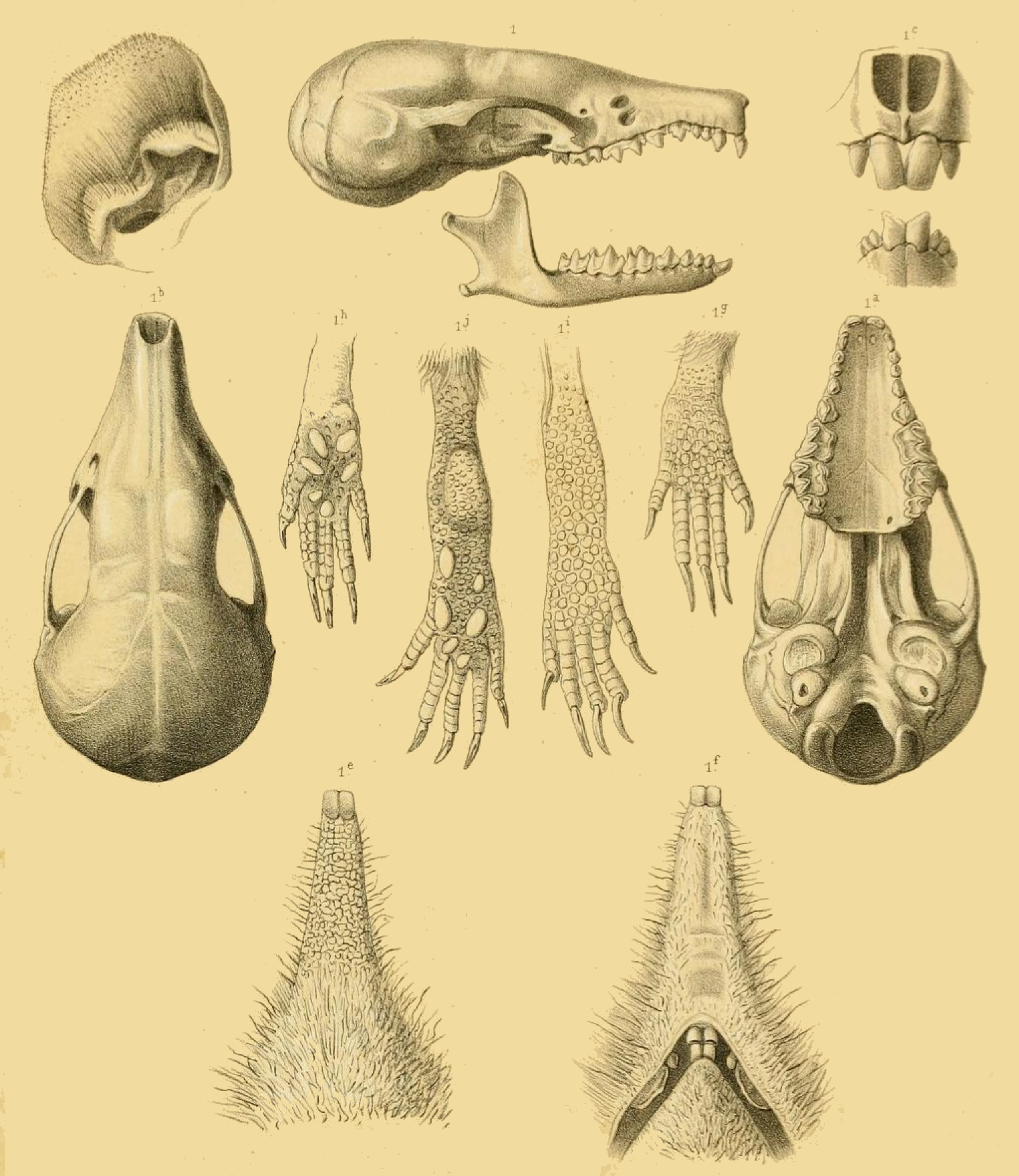
Schädel und weitere anatomische Details des Sichuan-Spitzmausmaulwurfs nach Milne-Edwards 1872

Die wissenschaftliche Erstbeschreibung des Sichuan-Spitzmausmaulwurfs erfolgte durch Alphonse Milne-Edwards im Jahr 1871. Hierbei erwähnte Milne-Edwards die Art aber nur kurz und hob in einer Fußnote ihre vermeintliche Vermittlerstellung zwischen den Japanischen Spitzmullen (Urotrichini) und den Spitzmäusen hervor. Erst im Jahr darauf stellte er die Tiere umfangreich in einem mehrseitigen Aufsatz vor, in dem er die vorgenannten Ähnlichkeiten vertiefte. Die dafür notwendigen Exemplare erhielt Milne-Edwards von Armand David, der diese während seiner Expedition nach Ostasien bei Muping im zentralen Bereich der Provinz Sichuan gesammelt hatte. Die Region bildet die Typuslokalität der Art. Einen Holotypus wählte er allerdings nicht aus. Mit Uropsilus soricipes kreierte Milne-Edwards nicht nur eine neue Art der Maulwürfe, sondern führte auch die Gattung der Spitzmausmaulwürfe neu ein.
Milne-Edwards hatte in seiner Erstbeschreibung den gegenüber den Japanischen Spitzmullen weitgehend unbehaarten Schwanz und die geringere Anzahl an Zähnen hervorgehoben. Die Entdeckung und Einführung weiterer Arten der Spitzmausmaulwürfe erbrachten dann eine größere Variabilität in der Zahnanzahl. Oldfield Thomas sah sich dadurch veranlasst, im Jahr 1911 die Gattung Uropsilus aufzuteilen und Rhynchonax und Nasillus abzutrennen. Den Sichuan-Spitzmausmaulwurf behielt er alleinig in Uropsilus. Einige Autoren folgten Thomas’ Beispiel, so unter anderem Glover Morrill Allen im Jahr 1938. Jedoch revidierten dies John Reeves Ellerman und Terence Charles Stuart Morrison-Scott in den 1950er und 1960er Jahren. Sie vereinten alle damals bekannten Spitzmausmaulwürfe unter dem Sichuan-Spitzmausmaulwurf und wiesen diesem fünf Unterarten zu. Die Art wurde dadurch hoch variabel und erhielt eine weite Verbreitung über das östliche Asien.
Im Jahr 1984 überarbeitete Robert S. Hoffmann die Systematik der Spitzmausmaulwürfe erneut und gliederte alle Formen aus dem Sichuan-Spitzmausmaulwurf aus. Er beschränkte dadurch das Vorkommen von letzterem wieder auf Sichuan sowie die nördlich angrenzenden Provinzen Gansu und Shaanxi. Die Situation blieb weitgehend in der Folgezeit erhalten und Hoffmanns Arbeit wurde mit wenigen Abstrichen auch in dem im Jahr 2005 erschienenen Standardwerk Mammal Species of the World übernommen. Die seit den 2010er Jahren erfolgten genetische Studien an den Spitzmausmaulwürfen führten nicht nur dazu, das einige bereits bekannte Formen als erneut eigenständig anerkannt wurden, was unter anderem auch der achte Band des 2018 veröffentlichten Standardwerkes Handbook of the Mammals of the World berücksichtigte, sondern deckten zudem zahlreiche kryptische Arten auf. Als wahrscheinlich ist zu erachten, dass die vormals zum Sichuan-Spitzmausmaulwurf gestellte Population aus dem Gebirgszug des Qin Ling in den Provinzen Gansu und Shaanxi eine eigenständige Art darstellen. Sie erhielt die vorläufige Bezeichnung Uropsilus qinlingensis.

## Bedrohung und Schutz
Der Sichuan-Spitzmausmaulwurf wird von der IUCN als „nicht gefährdet“ (least concern) eingestuft. Die Naturschutzorganisation begründet dies mit der vergleichsweise weiten Verbreitung und die angenommen hohen Beständ sowie den nur geringen Rückgang der Populationen. Größeres Gefährdungspotential ist nicht bekannt. Die Art kommt in mehreren Schutzgebieten vor, darunter im Naturreservat Jiuzhaigou.